# Hügelheim
Hügelheim (alemannisch: Higele) ist ein Dorf mit 1.437 Einwohnern (31. Dezember 2023) im Landkreis Breisgau-Hochschwarzwald in Baden-Württemberg. Die bis 1974 selbständige Gemeinde gehört heute als Teilort zur Stadt Müllheim im Markgräflerland.

## Geografie
Hügelheim liegt im Breisgau und im Markgräflerland, etwa 26 Kilometer südwestlich von Freiburg. Die Oberrheinebene trifft hier auf die Vorbergzone des Schwarzwaldes. Die nach Westen geneigten Hänge sind großflächig von Weinreben bestanden; die Ebene wird von Äckern und Wiesen geprägt. Bewässert wird die Ebene von der Hügelheimer Runs, ein künstlich angelegter Wasserlauf, der vom Klemmbach gespeist wird. Die Gemarkung Hügelheims umfasst etwa 7,95 km² einschließlich 45 ha Rheinwald in der Nähe von Zienken und 200 ha Bergwald zwischen Schweighof und dem Sirnitzpass. Im Osten der Gemarkung Hügelheim oberhalb der Weinreben befindet sich ein militärisches Sperrgebiet, das von der Deutsch-Französischen Brigade genutzt wird.

## Geschichte
Hügelheim taucht im Jahr 1101 erstmals in einer Urkunde des Klosters Allerheiligen auf. Archäologen fanden Siedlungsspuren um Hügelheim, die sogar auf eine durchgehende Besiedlung seit der Zeit der Kelten schließen lassen.
Den größten Einfluss auf Hügelheim hatte das Schwarzwaldkloster Sankt Blasien, das als Zehnt- und Patronatsherr auftrat. Daneben gab es weitere geistliche und weltliche Grundherrschaften wie die Geschlechter Waldeck oder Urberg. Politisch gehörte Hügelheim zur Herrschaft Badenweiler, später zur Markgrafschaft Baden-Durlach.
Wie ganz Südbaden hatte auch Hügelheim im 17. und 18. Jahrhundert sehr unter Kriegen und Seuchen zu leiden. In den Friedenszeiten des 18. und 19. Jahrhunderts konnten sich Landwirtschaft und insbesondere der Weinbau gut entwickeln. Im frühen 19. Jahrhundert kam Hügelheim an das Großherzogtum Baden und wurde eine selbständige Gemeinde.
Am 1. Januar 1974 wurde Hügelheim nach Müllheim eingemeindet, ein Jahr nach der Auflösung des Landkreises Müllheim. Viele das Dorf prägende Höfe wurden im Rahmen des Dorfentwicklungsprogramms in den 1980er Jahren saniert, darunter auch alte Dorfbrunnen. 2006 errang Hügelheim die Bronzemedaille im Landeswettbewerb Unser Dorf soll schöner werden – unser Dorf hat Zukunft.

## Wappen

Hügelheimer Wappen

Blasonierung: „In Rot ein schwebendes, geradarmiges goldenes Tatzenkreuz.“

## Sehenswürdigkeiten
- Historische Hofanlagen und Weingüter
- Mehrere Brunnen
- Katharinenkirche aus dem 12. Jahrhundert mit Fresken aus dem 14. und 15. Jahrhundert[4]
- Weinlehrpfad
- Winzergenossenschaft

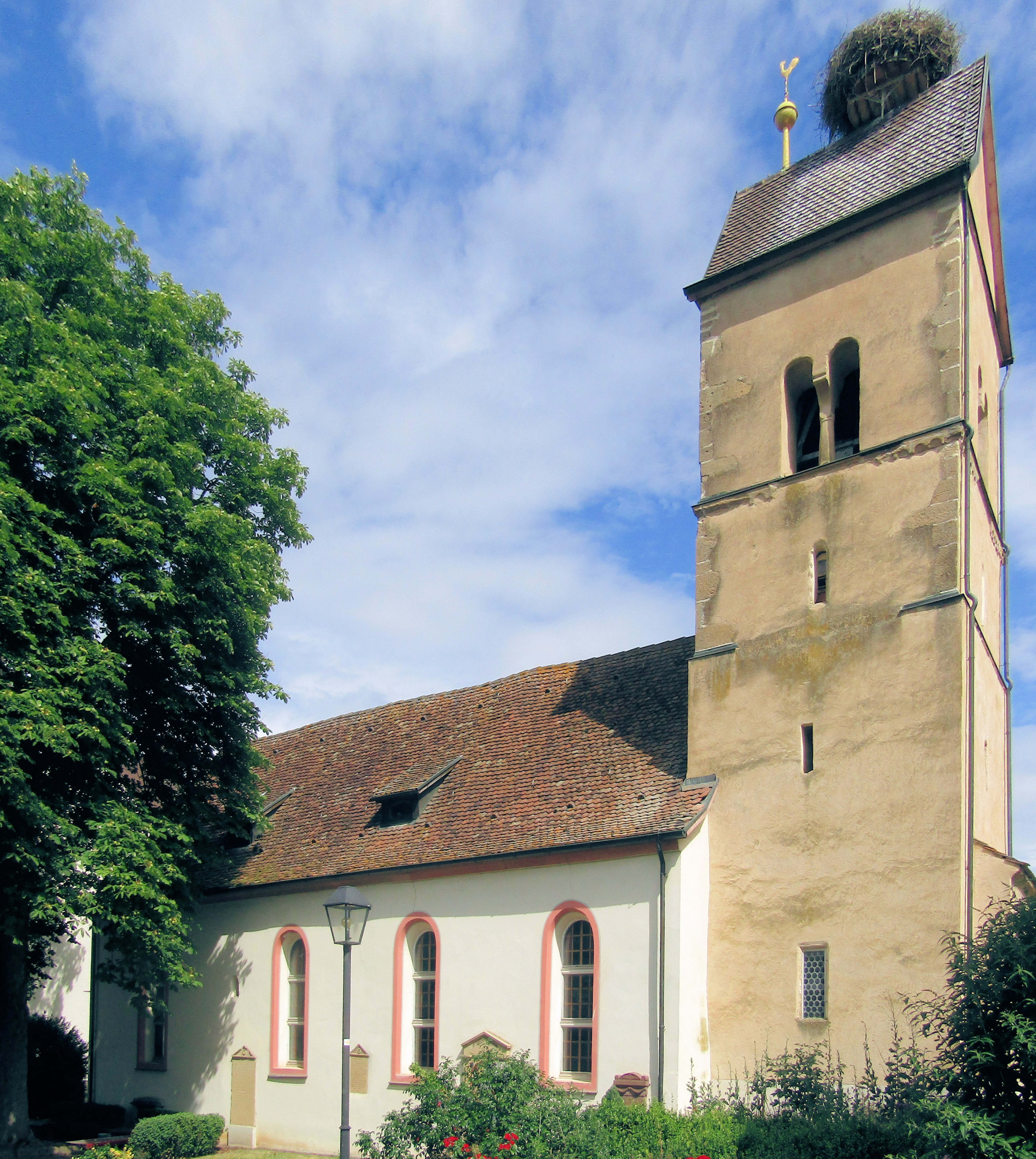
Katharinen-Kirche
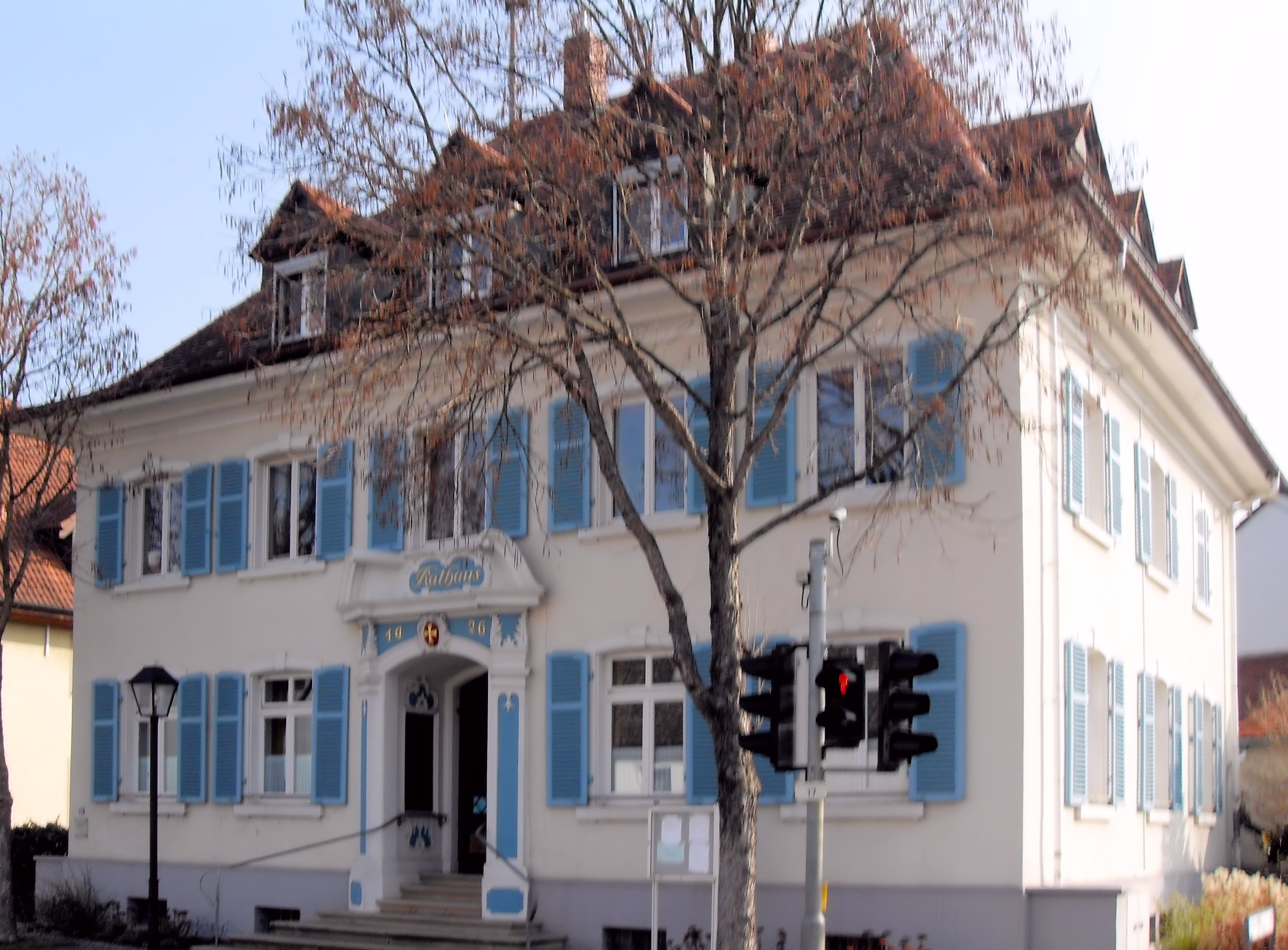
Ehemaliges Rathaus
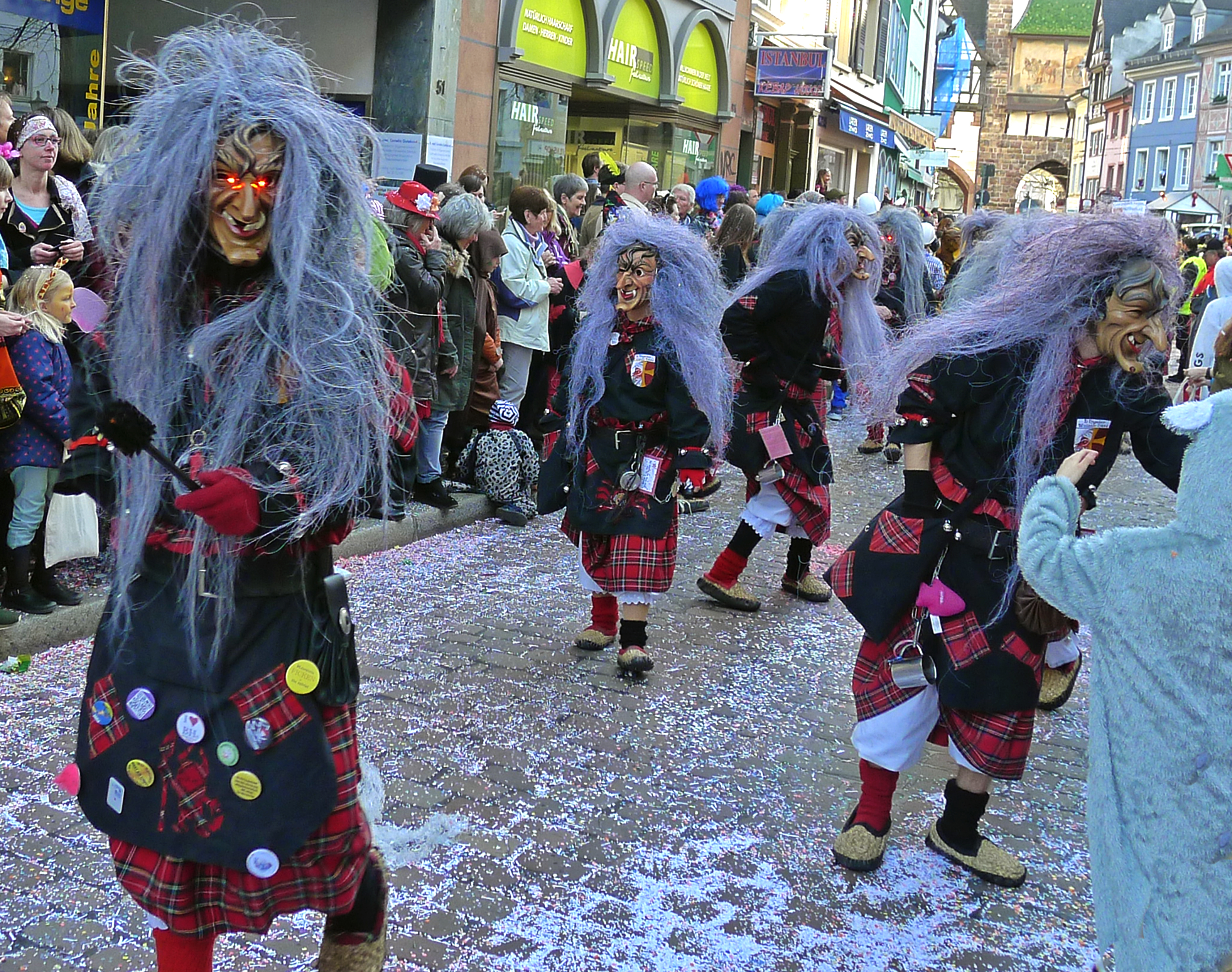
Higeler Welsch-Häxe beim Rosenmontagsumzug Freiburg 2017
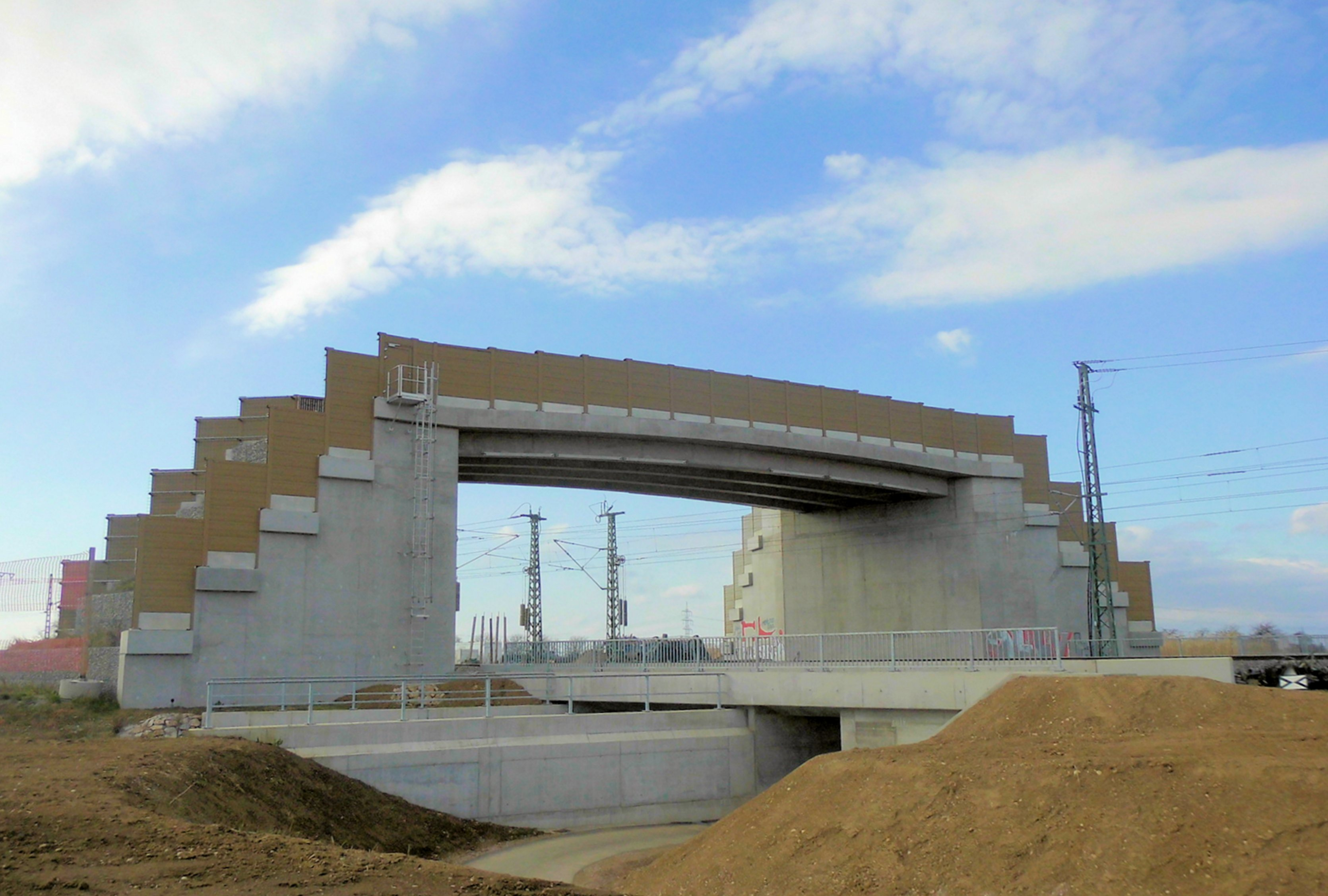
Fledermausbrücke über die Rheintalbahn westlich Hügelheim
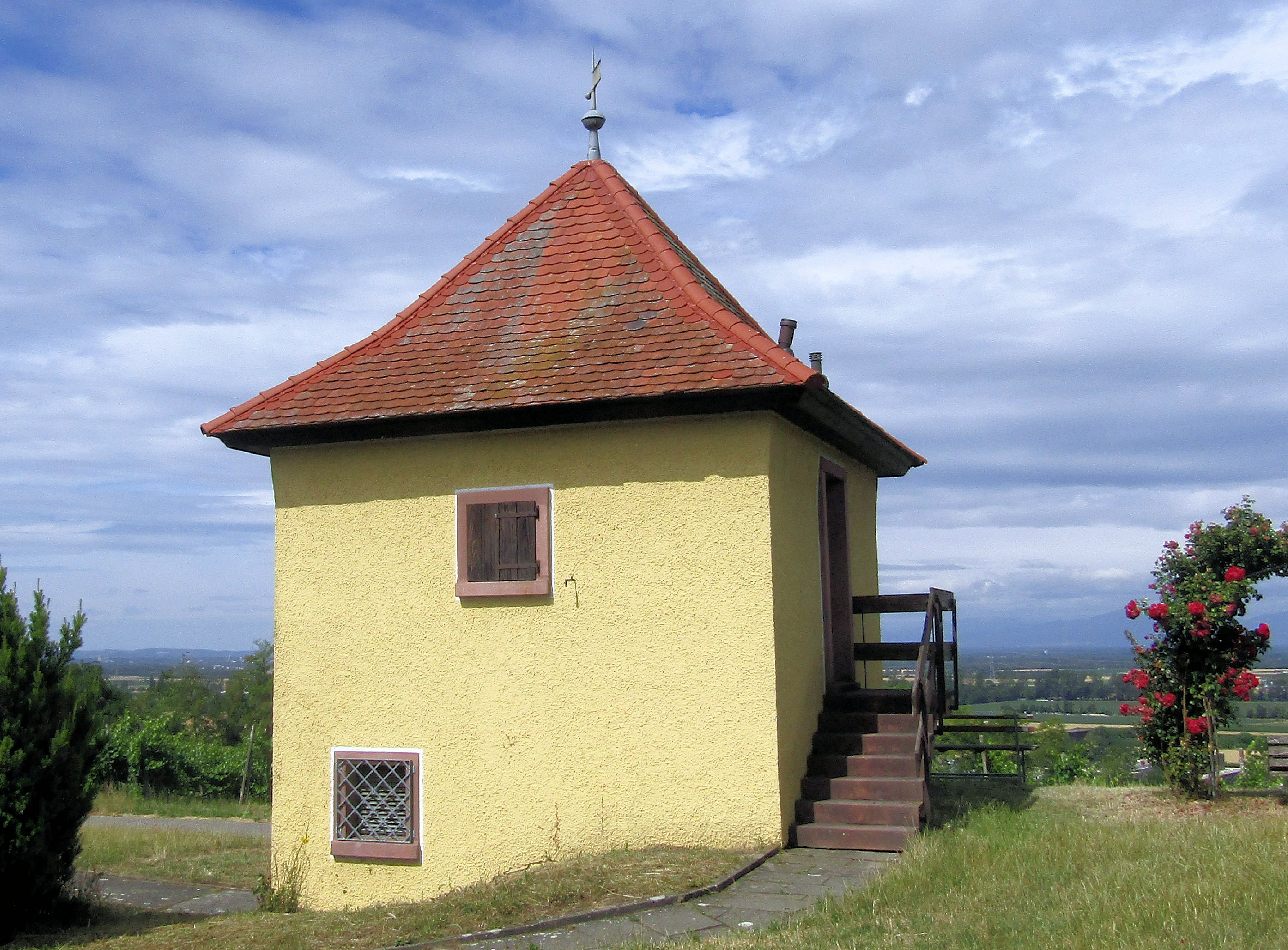
Rebhäusle

## Wirtschaft und Infrastruktur

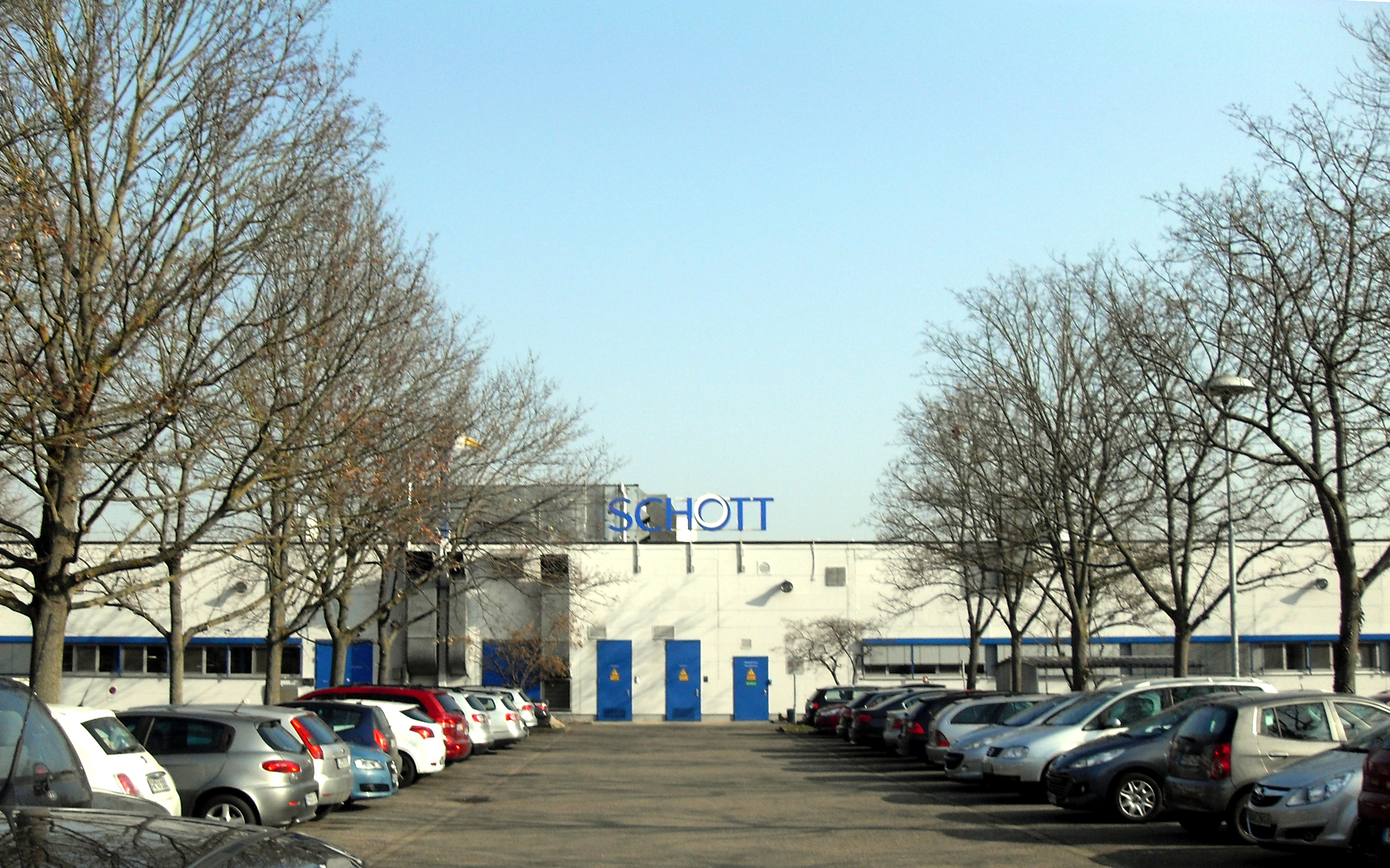
Glaskontor GmbH (Schott)

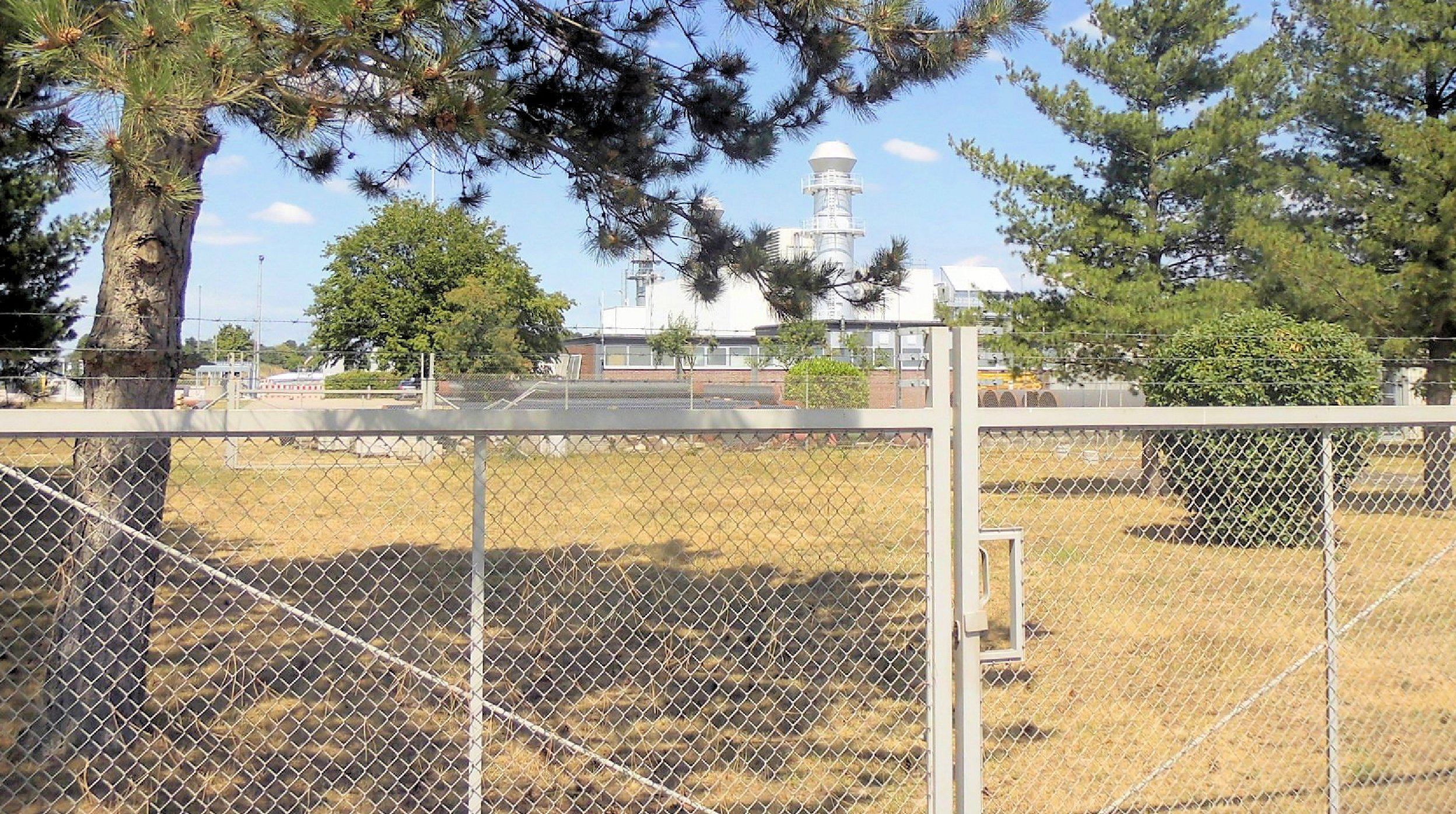
Gas-Verdichterstation

Bis in die 1960er Jahre war Hügelheim weitgehend ländlich geprägt. Heute gibt es noch elf Haupterwerbs-Landwirte und -Winzer sowie zahlreiche Nebenerwerbs-Winzer. 1952 wurde die Winzergenossenschaft Hügelheim gegründet, die mit ca. 100 Mitgliedern und etwa 70 ha Rebfläche eine der kleineren Winzergenossenschaften im Markgräflerland ist. Größter Arbeitgeber mit ca. 260 Beschäftigten in Hügelheim ist die Fa. Glaskontor GmbH, ein Produktionsstandort der Glaswerke Schott AG. In Hügelheim befindet sich eine Verdichterstation der Trans-Europa-Naturgas-Pipeline (TENP). Viele Bewohner sind Berufspendler in die umliegenden Städte und Gemeinden.
Hügelheim hat keine Supermärkte und keine Tankstellen, in der ehemaligen Tankstelle an der B 3 allerdings eine kleine Autowerkstatt, außerdem einige Hofverkäufe sowie einen Demeter-Gemüse-Anbau- und Abo-Betrieb. Dabei werden einzelne überörtliche Versorgungsaufgaben bedient, z. B. mit Verkaufsflächen für Brautkleider und Kräuter; dazu kommen eine Katzenpension und eine Ausleihstation für Wohnmobile und Dachgepäckkoffer. Die örtliche Metzgerei hat Mitte 2022 ihre Türen geschlossen.
Am Westrand des Dorfes verläuft die Bahnstrecke Mannheim–Basel. Die nächsten Bahnhöfe an dieser Strecke befinden sich südlich in Müllheim und nördlich in Buggingen. Der Öffentliche Nahverkehr wird durch Busse der SWEG gewährleistet. Die Bundesstraße 3 von Freiburg im Breisgau nach Weil am Rhein teilt Hügelheim in eine West- und eine Osthälfte. Eine weitere Straßenverbindung besteht nach Zienken. Der Europäische Radwanderweg von Mulhouse nach Freiburg und der Markgräflerlandradweg von Freiburg nach Weil am Rhein verbinden Hügelheim mit Müllheim und Buggingen.
Hügelheim hat eine deutschlandweit seltene noch intakte und benutzte Ortsrufanlage.